# Wisconsin
Wisconsin és un estat dels Estats Units d'Amèrica situat al nord del país, entre els llacs Míchigan i Superior.

## Població
Segons el cens dels EUA del 2000, hi havia censats a l'estat 70.657 amerindis nord-americans (1,4%). Per tribus les principals són els anishinaabemowin (16.560), iroquesos (9.671), menominee (7.423), winnebago (3.832), cherokees (3.679), stockbridge-munsee (1.725), potawatomi (1.502), ètnia sioux (1.398), brotherton (703), i oneida de Wisconsin (485).

## Ciutats
- Milwaukee
- Madison
- Eau Claire

## Economia
L'economia rural es va basar inicialment en el comerç de pells de diversos animals. Després va vindre l'explotació forestal, l'agricultura i la ramaderia vacuna per a llet.
L'agricultura i ramaderia es concentren en els dos terços meridionals de l'estat, mentre que en el terç septentrional domina l'explotació forestal i el turisme.
Malgrat haver estat un important productor de ferro i plom, cap a la fi del segle XX l'única producció mineral significativa de Wisconsin era pedra triturada, sorra i grava, totes elles per a ús en la construcció.
La industrialització va començar a fins del segle xix en el sud-est de l'estat, sent Milwaukee el seu centre més important, i estenent-se principalment pel sud-est de l'estat, al llarg de la riba del llac Michigan, des d'Illinois fins a Green Bay. Destaquen les indústries alimentàries (Oscar Mayer, Kraft Foods, Miller Brewing Company), de maquinària i equip de transport (Harley-Davidson, Johnson Controls, Oshkosh Truck), paperera (Kimberly-Clark), d'instruments mèdics i editorial (Krause Publications).
En les últimes dècades les activitats del sector serveis, especialment les de medicina i educació, han crescut en importància.